# Confederació General del Treball de Catalunya
La Confederació General del Treball de Catalunya (CGT de Catalunya) d'acord amb els seus estatuts és una associació de treballadors i treballadores que es defineix anarcosindicalista, i per tant: de classe, autònoma, autogestionària, federalista, internacionalista i llibertària.
L'estructura de la CGT té com a element bàsic el sindicat, i es desenvolupa federalment tant sectorialment com geogràficament. El sindicat forma les federacions locals i comarcals, que formen federacions territorials a nivell d'autonomies o nacionalitats. Paral·lelament, a l'àmbit sectorial forma les federacions d'indústria. A tots els àmbits el sindicat manté el caràcter d'unitat bàsica de la que sorgeix tot el procés de prendre decisions. A tots els nivells funcionen les corresponents juntes o comitès, sense capacitat decisòria sinó coordinadora, essent els càrrecs de caràcter rotatiu i a disposició dels representats.